# Miroslav Mařenec
Miroslav Mařenec (* 12. srpna 1963, Praha) je český malíř, sochař a grafik.

## Život
V letech 1981–1986 vystudoval strojní fakultu Českého vysokého učení technického v Praze a získal titul inženýr. Roku 1997 pobýval v rámci MBA programu na University of Pittsburgh, USA. V letech 2007 – 2013 studoval v ateliéru malby prof. Zdeňka Berana na Akademii výtvarných umění v Praze a absolvoval též sochařskou přípravku u prof. Petera Orieška. Rok studoval v ateliéru intermediální tvorby prof. Milana Knížáka (2011-2012) a ve školním roce 2012-2013 v ateliéru malířství IV Martina Mainera.

## Dílo

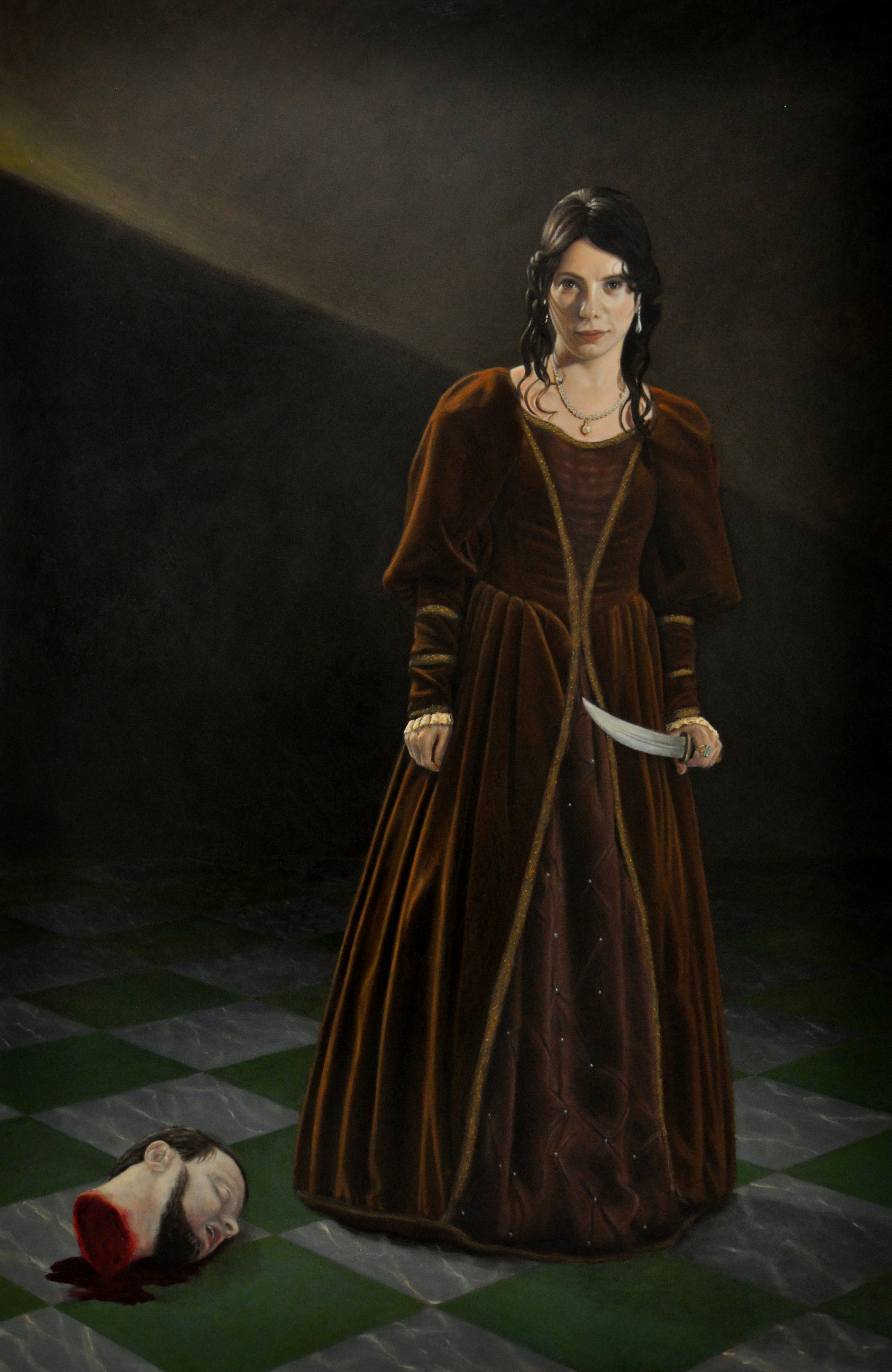
Judita, olej na plátně

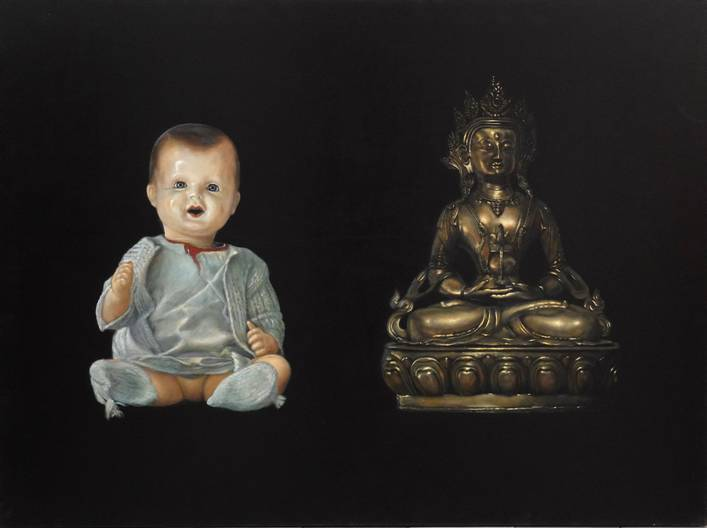
Bezvýznamné setkání 1, olej na plátně

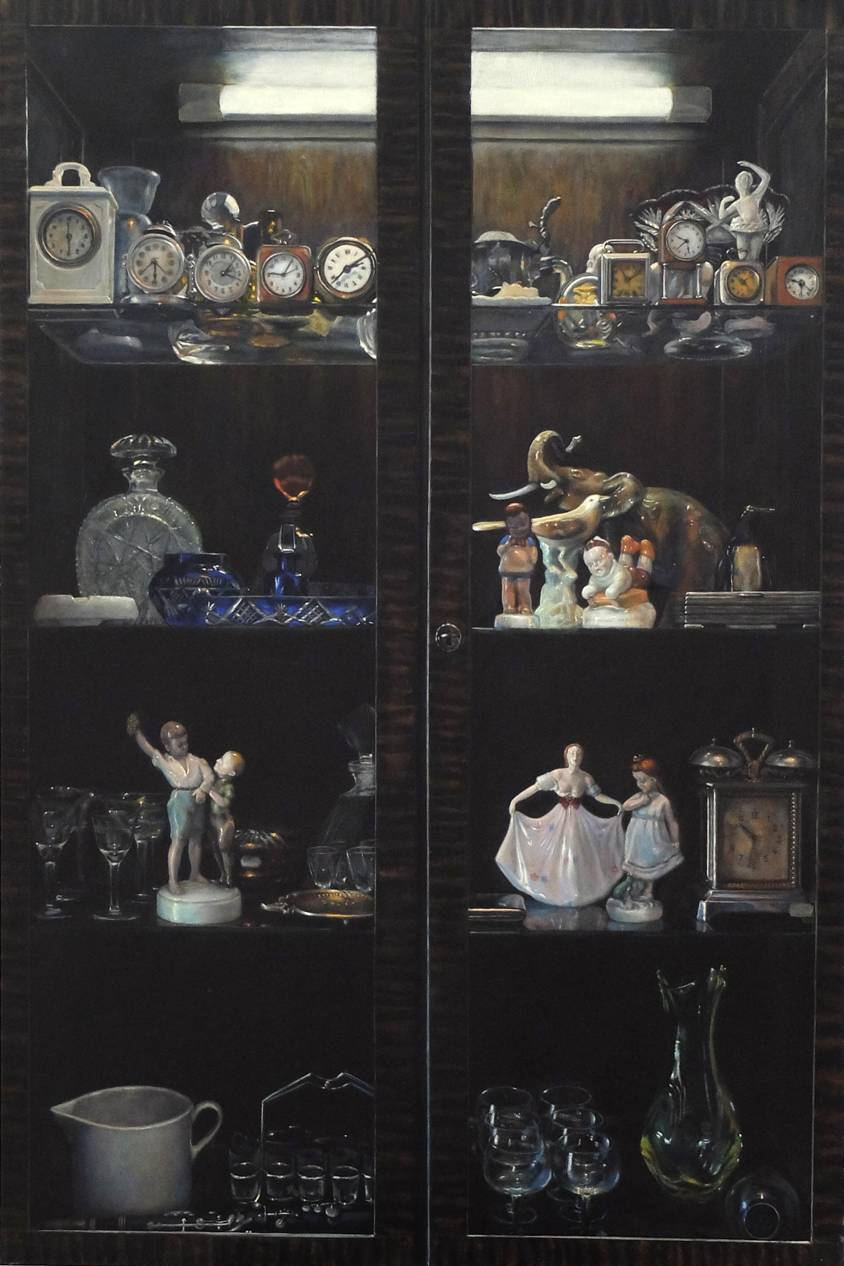
Skříňka 3, olej na plátně

Miroslav Mařenec se zabývá realistickou malbou. Snaží se oživit a rekonstruovat předmoderní postupy s využitím soudobých materiálů a ty aplikovat na současná témata. Pracuje s ironií, paradoxem a nadhledem. Na jeho obrazech se často objevují výtvarně zajímavé přírodniny a starožitnosti a spojení námětů často dostává bizarní charakter. Témata jeho prací zahrnují zátiší a trompe l ́oeil (např. série Skříňky), figuraci (např. Judita), městské či příměstské krajinky (např. Negrelliho viadukt) a portrét (např. Portrét Dr. V.F.). Vedle malby se Miroslav Mařenec věnuje i soše a grafice.

### Výstavy

#### Samostatné
- 2011 Obrázkáři, Galerie AVU (s A. Jiříčkovou)
- 2013 Dílčí rekapitulace, Artotéka Opatov, Městská knihovna Praha
- 2014 Jednou se tam sejdem všichni, Galerie Litera Praha
- 2014 Miroslav Mařenec: Starožitnictví, Galerie pod radnicí, Praha 3
- 2015 O5 v Liteře, Galerie Litera Praha
- 2015 Neskutečný realizmus, Galerie Dolmen

#### Společné
- 2008 Defenestrace, Novoměstská radnice Praha, studenti a absolventi ateliéru prof. Berana
- 2010 Figurama 10, Dom umenia, Banská Bystrica, Centro cultural, Valencie, Avalon Business Centre, Plzeň, Galerie Emila Filly, budova SCHIFR-AC, s.r.o., Ústí nad Labem
- 2011 Figurama 11, Státní technická knihovna Praha, Intermezzo, galerie Diamant S.V.U. Mánes, 6. Žižkovský výtvarný salón, galerie Atrium, Praha 3,
- 2012 Intermediální ateliér AVU, areál fy Alstom, Brno, Studenti a absolventi AVU, ateliér klasické malby, Muzeum středního pootaví Strakonice
- 2013 Výstava diplomantů AVU, Národní galerie, Veletržní palác
- 2018 Reality Show, Galerie Arcimboldo